# Enric Solbes

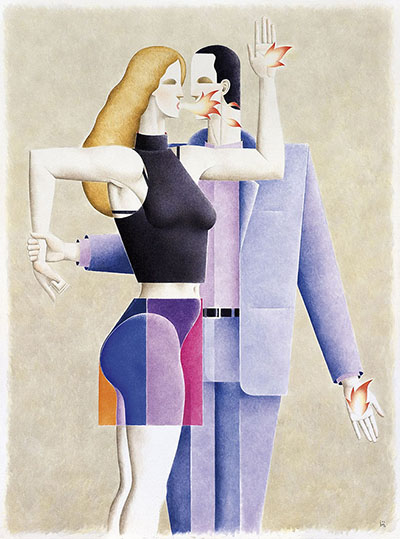
El bes, obra d'Enric Solbes

Enric Solbes Cabrera (Alcoi, 14 d'abril de 1960 – Alzira, 20 de desembre de 2009), més conegut simplement com a Enric Solbes, va ser un pintor i il·lustrador valencià.
Tot i haver nascut a Alcoi, Enric Solbes es va establir de jove a València. Es va llicenciar en belles arts amb especialitat de gravat a la Reial Acadèmia de Belles Arts de Sant Carles de València l’any 1984.
Va formar part, junt amb Adrià Pina, del cercle artístic de Manuel Boix. Abans de complir els 30 anys, ja havia realitzat exposicions a València, Madrid i Nova York. Tot i que va desplegar la seua activitat en diversos fronts lligats a la pintura i el disseny gràfic, Solbes és principalment conegut en la seua faceta d'il·lustrador. Des de l'any 1992 va estar lligat a l'editorial Bromera, d'Alzira, per a la qual va realitzar nombroses il·lustracions i dissenys. L'any 2003 va publicar, a Bromera, el recull de poemes visuals Jocs tipogràfics.
Al llarg de la seua carrera va rebre nombrosos premis i distincions: el Ministeri de Cultura va premiar el seu llibre La impremta valenciana (1991) i la Generalitat Valenciana València, veïns i visitants i Almansa 1707, després de la batalla. L'any 2008, Rondalles valencianes (2008), obra de Josep Franco per a la qual va realitzar més de 60 dibuixos, va guanyar el premi al Llibre Valencià millor il·lustrat.
Va morir a Alzira als 49 anys a causa d'una hemorràgia cerebral.